# Reichstag (nemzetiszocialista Németország)
A Reichstag a nemzetiszocialista Németország törvényalkotó testülete volt. Alakuló ülését 1933. március 21-én tartotta; utoljára pedig 1942. április 26-án ülésezett, bár a képviselők mandátuma formálisan 1947 elején járt csak le. A második világháború után helyét Nyugat-Németországban a Bundestag, Kelet-Németországban pedig a Volkskammer vette át. 
A testület gyakorlati jelentősége csekély volt, miután a nemzetiszocialista hatalomátvétel során a Reichstag elfogadott egy felhatalmazási törvényt, amely az Adolf Hitler vezette birodalmi kormánynak széles törvényhozói jogkört biztosított. Ezt követően a nemzetiszocialista Németország fennállásának tizenkét éve alatt a Reichstag látszatparlamentként működött: csupán hét törvényt alkotott, szemben a kormány által elfogadott 986 törvénnyel, és mindössze tizenkilenc alkalommal ülésezett.

## Történelmi előzmények
Németország 1871-es egyesítését követően az újonnan megalakult Német Birodalom törvényhozó testülete a Reichstag ('Birodalmi Gyűlés') elnevezést kapta.
1919-ben, az első világháborút követő politikai zűrzavar lezárultával megújult a német államrend. A weimari alkotmány alapjain demokratikus szövetségi köztársaság jött létre, amely azonban megőrizte a Német Birodalom (Deutsches Reich) nevet. A weimari Német Birodalomban a nép a hatalmát kétkamarás parlamenten keresztül gyakorolta. Az alsóház neve továbbra is Reichstag volt; ennek tagjait közvetlenül a nép választotta négyéves időtartamra. A felsőház a Reichsrat (Birodalmi Tanács) nevet viselte; tagjai az egyes tagállamokat képviselték. Az alkotmány szerint a törvényalkotás a Reichstag feladata volt. Az alsóházban megalkotott törvények ellen a felsőház kifogást emelhetett. A gyakorlati végrehajtó hatalmat a birodalmi kormány, illetve annak vezetője, a birodalmi kancellár (Reichskanzler) gyakorolta. Őket a birodalmi elnök nevezte ki és mentette fel, de a kormánynak a kinevezés után még az alsóház bizalmát is el kellett nyernie szavazás útján, és ha a Reichstag a bizalmát határozatban megvonta, le kellett mondania.
Amikor 1933 elején a demokratikus alapokon nyugvó Reichstag átalakult a nemzetiszocialista Birodalmi Gyűléssé, a transzformáció lényege az volt, hogy a törvényhozás centruma a Reichstagtól a birodalmi kancellárhoz került át, a Birodalmi Gyűlés pedig elveszítette többpárti, demokratikus jellegét.

## Politikai háttér

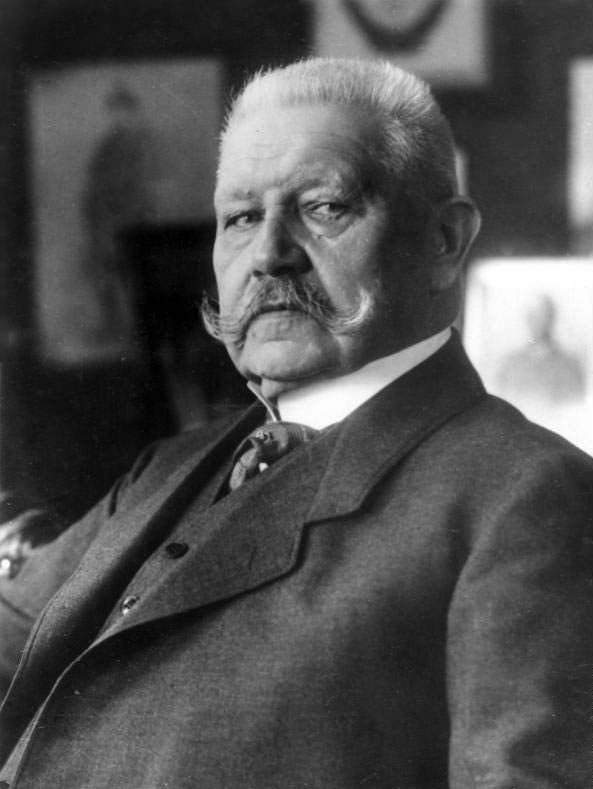
Paul von Hindenburg birodalmi elnök

1932–1933-ban Németország súlyos gazdasági és politikai válságban volt. A 67 milliós lélekszámú országban 1933 januárjában 6 013 000 munkanélkülit tartottak nyilván; minden harmadik munkaképes korú polgár állás nélkül volt. Az ország három legerősebb politikai ereje a Szociáldemokrata Párt, a Kommunista Párt és a Nemzetiszocialista Német Munkáspárt volt. Az utóbbi kettő tagjai között gyakoriak voltak az erőszakos, nemegyszer halálesettel végződő összecsapások. A nemzetiszocialista Sturmabteilung (szokásos rövidítéssel: SA) nevű paramilitáris erő tagjai a zsidókat is zaklatták, bántalmazták. A vezető politikai erők időnként, időlegesen kompromisszumokat kötöttek egymással, de egyikük sem volt képes a lakosság döntő többségét maga mögé állítani a különböző választásokon. A parlamenti demokráciába vetett bizalom megcsappant, Paul von Hindenburg birodalmi elnök ismételten szükségrendeletek kiadásával kerülte meg a Birodalmi Gyűlést.
Az országban 1932. július 31-én parlamenti választást tartottak, ahol a nemzetiszocialisták szerezték a legtöbb mandátumot (37,4 százalékot), messze többet, mint a második helyen végzett szociáldemokraták 21,6 százaléka. Kormányképes többség azonban nem alakult ki. Hitler kijelentette, a nemzetiszocialisták csak olyan kormányban vesznek részt, amelynek élén ő áll. Az országot így átmenetileg ügyvezető kormány vezette. A Birodalmi Gyűlés elnöke a nemzetiszocialista Hermann Göring lett, aki az első ülésnapon határozatlan időre elnapolta a parlament ülését. Több hónapig tartó politikai bizonytalanság után Hindenburg feloszlatta a Reichstagot, és 1932. november 6-án új választásokat tartottak. Ezt ismét a nemzetiszocialisták nyerték meg, bár gyengébb eredménnyel, mint a nyáron. A hetekig tartó sikertelen koalíciós tárgyalások után Hindenburg végül 1933. január 30-án Hitlert nevezte ki kancellárnak, majd Hitler kérésére mindjárt feloszlatta a Birodalmi Gyűlést és március 5-ére választást tűzött ki.
A választási kampányt politikai erőszak kísérte. Február 27-én éjjel felgyújtották a Reichstag épületét. A kormány a kommunistákat vádolta a gyújtogatás kitervelésével, és a párt számos vezetőjét, köztük Ernst Thälmann pártelnököt őrizetbe vették. Egy héttel később a választásokon ismét a nemzetiszocialisták kapták a legtöbb szavazatot, de a várakozásokkal szemben továbbra sem sikerült abszolút többséget szerezniük, csak 43,9 százalékot értek el. (Tekintve, hogy Németországban a háborút követő konszolidációig több szabad választás nem volt, ez a Nemzetiszocialista Német Munkáspárt demokratikus támogatottságának történelmi csúcsa.) A megválasztott kommunista képviselők mandátumát három nappal a szavazás után, március 8-án a Reichstag felgyújtása kapcsán kiadott szükségrendeletre hivatkozva semmissé nyilvánították.

## A nemzetiszocialista Reichstag megalakulása

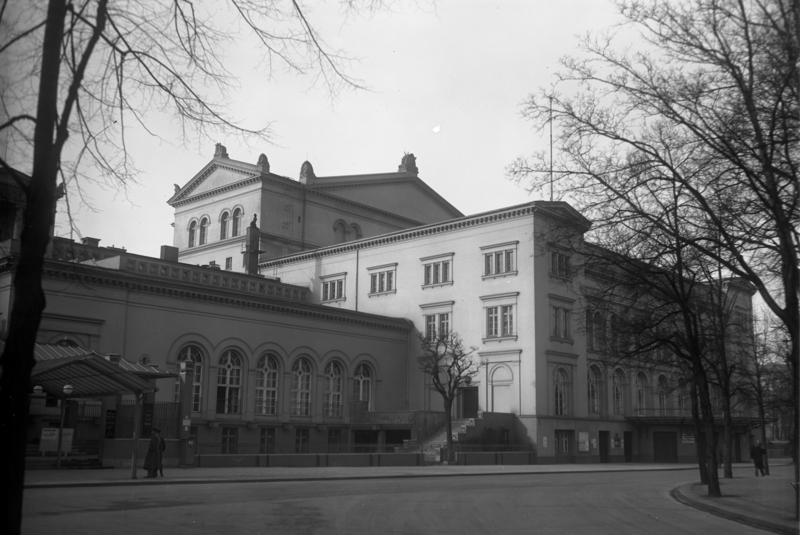
Kroll operaház

Az 1933. március 5-én megválasztott birodalmi gyűlés alakuló ülésére március 21-én került sor. Az ülést egy Joseph Goebbels propagandaminiszter által megtervezett, a potsdami Helyőrségi templomban (Garnisonkirche) megrendezett ünnepélyes rendezvény előzte meg. Az esemény dátuma szimbolikus jelentőségű: 62 évvel korábban, 1871-ben éppen ezen a napon alakult meg az első Birodalmi Gyűlés.
Maga az alakuló ülés Berlinben volt. Tekintve, hogy a Reichstag épülete a február 27-i tűzben kiégett, a helyszín a Königsplatz szemközti oldalán álló Kroll Operaház volt. A nemzetiszocialista korszakban a Birodalmi Gyűlés ülései is itt kaptak helyet. A Reichstag-épület helyreállítása az 1990-es évekig váratott magára.
A házelnök ismét Hermann Göring lett. A Birodalmi Gyűlés elvileg 647 képviselőből állt, azonban tekintve, hogy a kommunista képviselőket megfosztották mandátumuktól, már a megalakuláskor is csak 566 képviselői hely volt betöltve.

## Felhatalmazási törvény
Az 1933-as Reichstag-választásokat követő kaotikus helyzetben Hitler azzal a követeléssel fordult a Birodalmi Gyűléshez, hogy ruházza fel a kormányt a válság megoldásához szükséges rendkívüli jogkörökkel. Több nyilvános beszédében is úgy fogalmazott, hogy négyévnyi időre, „egy birodalmi gyűlés alkotmányos mandátumának hosszára” van szüksége ahhoz, hogy „az állam hajóját” a helyes irányba fordítsa.
Röviddel a nemzetiszocialista Reichstag megalakulása után, március 23-án Hitler beterjesztette a felhatalmazási törvény (teljes nevén Törvény a nép és a birodalom ínségének megszüntetésére  tervezetét a Birodalmi Gyűlésnek. A törvényjavaslat törvényalkotási jogot adott Hitler birodalmi kormányának, ideértve a költségvetésről és az államháztartási hitelek felvételéről szóló rendelkezések kiadásának jogát is. A javaslat szerint a kormány arra is felhatalmazást kapott, hogy a Reichstag jóváhagyása nélkül nemzetközi szerződéseket kössön.
A március 23-i ülésen a kommunisták értelemszerűen nem vettek részt, és a törvényjavaslatot a jelen lévő pártok közül egyedül a szociáldemokraták ellenezték. A Birodalmi Gyűlés így a törvényt 444 támogató szavazattal, 94 képviselő ellenzése mellett (a szükséges kétharmados többséggel) elfogadta. A felhatalmazási törvény eredetileg négy évre adott különleges jogokat a kormánynak, de a következő években ezt az időkorlátot ismételten meghosszabbította a Birodalmi Gyűlés, és a törvény végül egészen a hitleri rendszer bukásáig érvényben maradt.
A törvény elvileg nem korlátozta a Reichstag törvényalkotói jogkörét, de a gyakorlatban a jogalkotás a kormányhoz (és személyesen Hitlerhez) került át. A németországi nemzetiszocialista hatalom tizenkét éve alatt a Reichstag mindössze hét törvényt alkotott.